# Filton
Filton és una localitat suburbana i parròquia civil gran situada a Gloucestershire del Sud (Anglaterra), a aproximadament 8 km del centre de Bristol. El poble s'articula al voltant de l'Església de Filton, un edifici classificat de Grau II que data del segle XII.
El nom de la localitat deriva dels mots anglesos antics feleþe ('palla') i tūn ('granja' o 'camp') i ja apareix documentat el 1187.
Filton té grans espais oberts, incloent-hi terrenys esportius, un camp de golf i l'antic Aeroport de Filton, que fou tancat el 2012.